# 영주 상망동 석불좌상
영주 상망동 석불좌상(榮州 上望洞 石佛坐像)은 대한민국 경상북도 영주시에 있는 석불이다. 1993년 11월 30일 경상북도의 문화재자료 제277호로 지정되었다.

## 개요
이 불상은 통일신라시대에 만들어졌던 것으로 추정된다. 휴천동 동부초등학교 교정에 있던 것을 1985년에 현 위치로 옮겼다. 불상을 옮기면서 머리가 없어진 것을 새로 만들어 붙인 것이다.
법의는 양쪽 어깨에서 팔 아래로 흘러내려 다리를 감싸고 있다. 다리는 결가부좌를 하고 있으며, 왼손은 펴서 배에 붙이고 오른손은 무릎 위에 올려놓은 자세를 취하고 있다.
대좌는 본래의 것인지 알 수 없으나 상대석·중대석·하대석 모두 팔각으로 되어 있으며 하대석과 중대석의 측면에는 안상을 새겼다.
불상이 본래 있던 곳은 정확히 알 수 없으나, 통일신라 불상 양식을 잘 갖추고 있는 우수한 석불상으로 평가된다.

## 참고 자료
- 영주상망동석불좌상 - 국가유산청 국가유산포털